# Jan Vincent
Jan Vincent (geboren Rijssen, circa 1782 - Holten, 5 maart 1857) was een Nederlandse burgemeester.

## Leven en werk
Vincent was een zoon van de koopman Gerrit Vincent en Engele Meijers. Hij vervulde het burgemeesterschap van Holten van 1811 tot 1815 en van 1834 tot 1844. Hij combineerde het burgemeesterschap met de functie van gemeentesecretaris. Hij werd in 1844 als burgemeester van Holten opgevolgd door zijn zoon Jannes Vincent. Vincent was grondeigenaar, ook oefende hij de functies van paardenpostmeester en brievengaarder uit.
Vincent was getrouwd met Maria Dikkers.